# Francesco Redi
Francesco Redi (Arezzo, 18 de fevereiro de 1626 – Pisa, 1 de março de 1697) foi um biólogo italiano. Conhecido pelo seu experimento realizado em 1668 que se considera um dos primeiros passos para a queda de reputação da geração espontânea. O saber do seu tempo considerava que as larvas se formavam naturalmente a partir de carne em putrefação. Na sua experiência, Redi utilizou mais de 8 frascos, nos quais colocou carne em estado de putrefação. Selou fortemente a metade deles, deixou outra metade aberta e cobriu a outra metade com gaze. Desenvolveram-se larvas no frasco aberto e sobre a gaze do frasco correspondente. Não se desenvolveram larvas em nenhuma parte do frasco selado. Porém seu experimento não satisfez os abiogênicos, que seguiam os conceitos que a vida surgia espontaneamente da matéria bruta, que para Aristóteles continha um princípio ativo capaz de gerar a vida. E falaram que no frasco selado, não continha a matéria bruta principal, o ar. Assim, disseram que apenas as larvas nasciam de seres preexistentes. Essa experiência acabou gerando muita polêmica mas hoje não traz dúvidas. A nova teoria de Redi (biogênese) generalizou suas conclusões afirmando que todos os seres vivos, vem sempre de outros seres vivos. Esses animais a qual Redi se referiu não são, de fato, animais do grupo Vermes. São na verdade, larvas de moscas, que surgem de ovos postos na carne por fêmeas adultas fecundadas. Essas larvas crescem e se desenvolvem, tornando-se pupas imóveis envolvidas por uma casca externa resistente. Depois de passar por grandes transformações, cada pupa origina uma nova mosca adulta. Com isso comprovou a experiência da biogênese. Com tudo isso pode se afirmar que Redi provou que os defensores da teoria da abiogêneses estavam totalmente errados sobre o princípio ativo e a geração espontânea. Foi um importante cientista na história.